# Humita

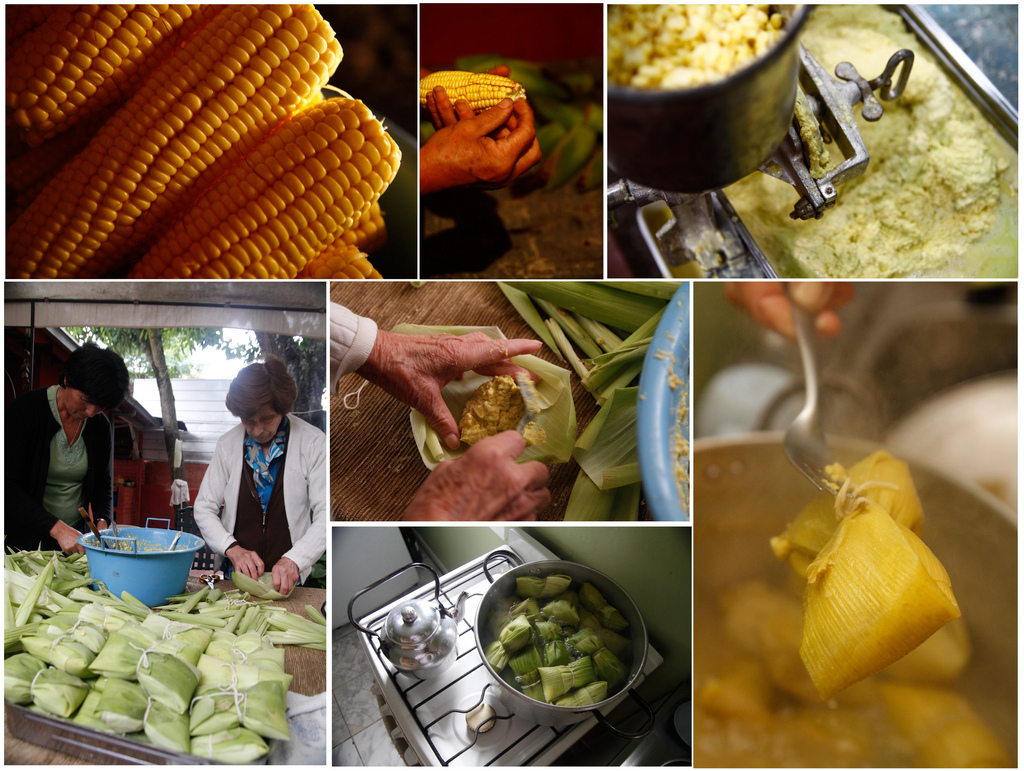
Préparation.

Le humita est un mets amérindien d'origine précolombienne, qui vient traditionnellement d'Argentine, du Pérou, de Bolivie, du Chili et de l'Équateur. Il s'agit d'une pâte de maïs cuite et assaisonnée d'huile.
Les humitas sont très présents dans divers pays d'Amérique latine, bien que leur origine soit discutable. Le substantif humita est un dérivé du quechua (groupe de langues parlées dans des régions des Andes, depuis le sud de la Colombie jusqu'au nord de l'Argentine).
Ce plat est connu sous le nom d’hallaca au Venezuela, huminta en Bolivie ou tamal en Amérique centrale.

## Au Chili
On le prépare avec du maïs moulu frais et des oignons enveloppés dans des feuilles de maïs, et cuits au four, ou dans de l'eau chaude. On peut ajouter du fromage au mélange. Le tout est attaché avec du fil pour que les feuilles soient unies.
Il se mange avec du sucre en poudre ou une salade de tomates.